# سیرسه مایا
سیرسه مایا، (متولد ۲۹ ژوئن ۱۹۳۲ در مونته‌ویدئو)، شاعر، مقاله‌نویس، مترجم و معلم اهل اروگوئه است.

## زندگی‌نامه
سیرسه مایا در سال ۱۹۳۲ در مونته‌ویدئو، اروگوئه متولد شد. والدین او، ماریا ماگدالنا رودریگز و جولیو مایا، سردفتر اسناد رسمی، اصالتاً اهل شمال اروگوئه بودند.
پدرش نخستین کتاب شعر او به نام پرهای کوچک را در سال ۱۹۴۴، وقتی که فقط ۱۲ سال داشت، منتشر کرد. مرگ ناگهانی مادرش در ۱۹سالگی، تأثیری تلخ بر نخستین کتاب شعر بالغ مایا گذاشت که در ۲۵سالگی با عنوان در زمان  منتشر شد.
او در سال ۱۹۵۷ با آریل فریرا، که پزشک بود، ازدواج کرد. در سال ۱۹۶۲، آن‌ها به‌همراه دو فرزند نخست خود به‌طور دائم به تاکوارمبو در شمال اروگوئه نقل مکان کردند.
او فلسفه را در مؤسسه پروفسوران آرتیگاس و همچنین در دانشکده علوم انسانی و علوم دانشگاه جمهوری در مونته‌ویدئو آموخت. تدریس فلسفه را در یک دبیرستان در تاکوارمبو و در مؤسسه تربیت معلم تاکوارمبو، کالج محلی معلمان، آغاز کرد. او یکی از اعضای بنیان‌گذار اتحادیه دانشجویان (مرکز دانشجویان مؤسسه پروفسوران آرتیگاس) و همچنین یکی از اعضای فعال حزب سوسیالیست اروگوئه بود.
سال‌های دیکتاتوری مدنی-نظامی اروگوئه برای سیرسه مایا و خانواده‌اش دشوار بود. در ساعت ۳ بامداد یکی از روزهای سال ۱۹۷۲، پلیس به خانه آن‌ها یورش برد تا آریل و سیرسه را دستگیر کند. با این حال، به دلیل مراقبت او از دختر چهارروزه‌شان، سیرسه اجازه یافت در خانه بماند.
همسرش به دلیل ارتباط با جنبش آزادی‌بخش ملی توپاماروس به دو سال زندان محکوم شد. در سال ۱۹۷۳، دولت او را از سمت تدریس در دبیرستان برکنار کرد. با این حال، او تدریس خصوصی زبان‌های انگلیسی و فرانسوی را آغاز کرد. در سال ۱۹۸۲، پسر ۱۸ساله‌اش در یک سانحه رانندگی جان باخت. این تراژدی، همراه با فشارهای ناشی از دیکتاتوری، باعث شد که او نوشتن شعر را متوقف کند. با بازگشت دموکراسی در سال ۱۹۸۵، او به موقعیت خود در دبیرستان بازگشت و در سال ۱۹۸۷ دو کتاب منتشر کرد: ویرانی‌ها، کتابی کوچک از نثر تلخ، و سفری به سالتو، روایتی از یک واقعه در دوران زندانی بودن همسرش.
بازگشت سیرسه مایا به شعر با انتشار کتاب سطوح در سال ۱۹۹۰ رقم خورد. این اثر پس از آن با انتشار دیگر مجموعه‌های شعری و ترجمه‌های او از زبان‌های انگلیسی، یونانی و دیگر زبان‌ها همراه شد. از نظر عموم خوانندگان، مهم‌ترین اثر او بازنشر مجموعه اشعاری از ۹ کتاب پیشین او تحت عنوان سیرسه مایا: آثار شعری بود که در سال‌های ۲۰۰۷ و ۲۰۱۰ منتشر شد و شامل بیش از ۴۰۰ صفحه بود.
سیرسه مایا تا زمان بازنشستگی‌اش در سال ۲۰۰۱، فلسفه را در دبیرستان تدریس می‌کرد، اما همچنان به تدریس زبان انگلیسی در یک مؤسسه خصوصی ادامه داد و به کارگردانی تولیدات محلی تئاتر پرداخت. او همچنین به فعالیت‌های خود به‌عنوان شاعر، مقاله‌نویس و مترجم ادامه داد.

## شعر
اولین کتاب خود به‌عنوان یک بزرگسال، در زمان، که در سال ۱۹۵۸ منتشر شد، سیرسه مایا نوشت که ترجیح او زبانی شعری بود که «مستقیم، متین و باز باشد؛ زبانی که از نظر لحن با مکالمه تفاوت نداشته باشد، بلکه مکالمه‌ای باشد با کیفیت و شدت بیشتر… مأموریت این زبان آشکار کردن است، نه پنهان کردن؛ آشکار کردن ارزش و معنای وجود، نه کشاندن ما به جهانی جداگانه که نیازمند زبانی شعری انحصاری و بسته باشد.»
سیرسه مایا در تمام دوران حرفه‌ای شعری خود به این باور وفادار مانده است. انسان‌ها، اشیاء، تراژدی‌های شخصی، هنر نقاشی و گذر زمان از جمله موضوعاتی هستند که او با کشف آن‌ها به بیان شرایط انسانی پرداخته است. او از تجربه شخصی خود برای درک ضربان بشریت استفاده می‌کند و آن را به‌گونه‌ای محاوره‌ای، همچون گفت‌وگویی با دوستی نزدیک، مورد بحث قرار می‌دهد.
برای بیش از پنجاه سال، سیرسه مایا از تبدیل شدن شعرش به ادبیاتی بسته که به مونولوگ ختم می‌شود، پرهیز کرده است. او خود گفته است: «در تجربه زیستهٔ روزمره، یکی از اصیل‌ترین منابع شعر را می‌بینم.»
شعر هوشمندانه و عمیق او بازتابی از حس‌ها است، به‌ویژه آنچه شنیده و دیده می‌شود.